# 1588
Năm 1588 (số La Mã: MDLXXXVIII) là một năm nhuận bắt đầu từ ngày thứ Sáu trong lịch Gregory (hoặc một năm nhuận bắt đầu từ ngày thứ hai của lịch Julius chậm hơn 10 ngày).

## Sinh
- Lê Kính Tông